# The Ultimate Fighter: United States vs. United Kingdom Finale
The Ultimate Fighter: United States vs. United Kingdom Finale, também conhecido como The Ultimate Fighter 9 Finale, foi um evento de artes marciais mistas promovido pelo Ultimate Fighting Championship, ocorrido em 20 de junho de 2009. Foram apresentados no evento a final do The Ultimate Fighter: United States vs. United Kingdom na divisão dos Leves e Meio Médios, tendo como luta principal o combate entre Diego Sanchez e Clay Guida.

## Background
Foi anunciado previamente que a luta de Pesos leves entre Thiago Tavares e Melvin Guillard seria cancelada devido a uma fratura sofrida por Tavares. Gleison Tibau foi convocado para ficar no lugar de Tavares.
Eric Schafer também se machucou e foi substituído por Mike Ciesnolevicz.
Uma revanche entre Anthony Johnson e Matt Brown foi cancelada devido a uma lesão no joelho sofrida por Johnson. Uma substituição seria feita, mas como Brown se lesionou também, a luta foi cancelada do card.
Essa foi a primeira vez em um evento que o UFC premiou por três vezes o bônus de “Luta da Noite”.
O evento foi notável também devido as decisões controversas nas lutas entre Brad Blackburn contra Edgar Garcia e Melvin Guillard contra Gleison Tibau. Ambos Blackburn e Guillard venceram por decisão dividida, sendo amplamente constestados.
Nenhuma das lutas do card preliminar forma transmitidas.

## Resultados
Nota 1 Final do TUF: USA vs. UK no peso-meio-médio.

Nota 2 Final do TUF: USA vs. UK no peso-leve.

## Bônus da Noite
Os lutadores receberam US$25 000 como bônus.
- Luta da Noite:  Diego Sanchez vs.  Clay Guida,  Joe Stevenson vs.  Nate Diaz e  Chris Lytle vs.  Kevin Burns
- Nocaute da Noite:  Tomasz Drwal
- Finalização da Noite:  Jason Dent